# Scott Timmins
Scott Timmins, född 11 september 1989, är en kanadensisk professionell ishockeyspelare som spelar för New Jersey Devils i NHL. Han har tidigare representerat Florida Panthers.
Han draftades i sjätte rundan i 2009 års draft av Florida Panthers som 165:e spelare totalt.